# Nyctophilus bifax
Nyctophilus bifax is een vleermuis uit het geslacht Nyctophilus die voorkomt in Australië en Nieuw-Guinea. In Australië leeft hij langs de oostkust van het Kaap York-schiereiland tot iets voorbij de grens van New South Wales. Op Nieuw-Guinea is de soort slechts van weinig exemplaren bekend. De populaties uit West-Australië en het Noordelijk Territorium vertegenwoordigen een aparte soort, Nyctophilus daedalus Thomas, 1915. Vroeger werd deze soort tot N. gouldi gerekend.

## Kenmerken
N. bifax is een middelgrote Nyctophilus. De rug is roodbruin tot lichtbruin, de buik grijsbruin. De vleugels, de oren en het gezicht zijn ook grijsbruin. De kop-romplengte bedraagt 35 tot 56 mm, de staartlengte 34 tot 46 mm, de voorarmlengte 38 tot 45 mm, de oorlengte 19,3 tot 25 mm en het gewicht 8,0 tot 13,2 g.

## Leefwijze
Deze soort slaapt op allerlei plaatsen, waaronder boomholtes en gebouwen. N. bifax vliegt sneller en rechter dan andere Nyctophilus en jaagt vaker langs bosranden in plaats van in bossen, hoewel het dier wel in staat is om insecten van de grond of van vegetatie op te pakken. De paartijd is in mei; de jongen worden in oktober of november geboren (meestal tweelingen).
Nyctophilus arnhemensis · Nyctophilus bifax · Nyctophilus corbeni · Nyctophilus daedalus · Nyctophilus geoffroyi · Nyctophilus gouldi · Nyctophilus heran · Nyctophilus holtorum · Nyctophilus howensis · Nyctophilus major · Nyctophilus microdon · Nyctophilus microtis · Nyctophilus nebulosus · Nyctophilus sherrini · Nyctophilus shirleyae · Nyctophilus timoriensis · Nyctophilus walkeri